# 사회적 의존성
사회적 의존성(sociotropy)은 대인 관계(interpersonal relationship)에의 과도한 투입을 특징으로 하는 성격 특질(personality trait)로 사회심리학(social psychology) 분야에서 자주 연구된다. 이러한 성격 특질을 갖는 사람들은 사람들을 기쁘게 하는 사람(people pleaser)으로 알려질 수 있다.
사회적 의존성 사람들은 사회적 수용(social acceptance) 욕구가 강하며, 이로 인하여 가까운 관계가 아닌 사람들에게 과도하게 자애로운 모습을 보인다. 사회적 의존성 성향은 대인관계에 신경 쓰는 반면, 자율성 성향은 자립에 신경을 더 많이 쓰며 타인을 그렇게 많이 돌보지 않기 때문에, 사회적 의존성은 자율성(autonomy)의 반대어로 보일 수 있다. 여러 연구 실험에서 사회적 의존성은 여성성 성역할 지향과 상관성이 있었다.
사회적 의존성은 이후로 이어지는 우울(depression)에 영향을 주는 대인관계상의 스트레스나 트라우마적 경험과 상호작용한다는 점에서 주목할 만하다.

## 사회적 의존성-자율성 척도
사회적 의존성-자율성 척도(Sociotropy-Autonomy Scale, SAS)는 에런 벡(Aaron T. Beck)이 우울의 위험요인으로 가정한 두 가지 인지-성격 구조(cognitive-personality construct) 평가의 수단으로 소개하였다. 척도는 사회적 의존성(Sociotropy 혹은 social dependency)과 자율성(Autonomy), 혹은 만족스러운 자립(satisfying independency)이라는 두 성격 특질에 주목한다. 사회적 의존성-자율성 척도의 개발은 환자의 자기보고와 치료사로부터 모은 환자 기록을 통하여 수집되었다. 정신력측정(psychometrics)을 사용, 378명의 정신병 환자 샘플로부터 두개 요소 구조로 된 질문이 던져졌다. 마지막 항목 풀은 60-109였다. 그곳에서부터, 각 30항목은 불승인에 대한 걱정(Concern About Disapproval), 애착/분리에 대한 불안(Attachment/Concern About Separation), 타인을 기쁘게 하기(Pleasing Others)라는 사회적 의존성을 위한 세 요소를 발동한다. 또한 자율성에 대하여 개인주의 혹은 자율적 성취(Individualistic or Autonomous Achievement), 이동성/타인 통제로부터의 해방(Mobility/Freedom from Control of Others), 고독에 대한 선호(Preference for Solitude) 세 요소가 있다. SAS는 60개 항목이 있으며, 각 항목은 0-4까지 5점 척도로 구성되어 있다. 점수는 각 차원에 별도로 합산된다. 척도는 그것의 개발 이래로 수정되어 왔다. 최근 SAS는 사회적 의존성을 '곤궁(neediness)'과 '연결성(connectedness)'이라는 두 요소로 분해하였다. 곤궁은 우울 증상과 관련되어 있으며, 연결성은 타인에 대한 민감도(sensitivity)이며 관계 가치 평가와 연관된다.
SAS의 발달 이래로 많은 다른 성격 구조 측정은 SAS와 겹치지만 다른 특질을 검토하는 성격 특질을 평가하는 것으로 발전하였다.

## 자기조절
사회적 의존성 성향의 개인은 자기조절(self-control)을 하는 상황을 마주하면 다르게 반응한다. 이들은 더 많은 음식을 먹거나, 친구를 편하게 할 수 있다고 생각하면 친구의 먹는 습관을 맞춰주려 한다. 이는 사회적 수용을 달성하고 사회적 거절(social rejection)을 피하려는 사람의 결과라고 가정된다. 특히 만약 이들이 자신의 사회적 수용의 욕구를 알아차리지 못하면, 사회적 억압(social pressure)과 의존으로 인하여 자기조절 능력을 상실할 수 있다

## 우울
사회적 의존성 연구 대부분은 성격과 우울 위험 간의 연결성에 주목한다. 매우 의존적인 사람은 사회적 의존성 인물로 분류되며, 이들은 안전한 대인관계를 구축함으로써 낮은 자존감을 유지하려고 하는 만큼, 더욱 우울 경향을 보이게 된다. 사회적 의존성 성향의 사람들은 타인과의 관계에 상당히 몰입하며, 수용, 지지, 이해, 지도에 대한 욕구가 높다. 관계가 실패하면 이것은 문제가 된다. 사회적 의존성 성향을 보이고 관계가 실패하게 된 사람들은 강렬한 유기(abandonment)와 상실의 느낌으로 우울해지게 된다. 연구에서 특질을 따로 분리하기 어렵기에 연구자들은 성격이 우울 위험에 얼마나 많은 영향을 주는지를 정확하게 밝히는 것에 어려워한다. 그러나 이들은 사람이 사회적 의존성을 띠거나 독립적일 수 있지만 양립하지는 않는다고 결론 지었다.

## 연구
사회적 의존성은 내향성(introversion)과 자기주장(assertion) 결여와 같은 기타 성격 특질과 연결지어져 왔다. 자기주장 결여는 대인관계 구축을 위해 타인을 기쁘게 할 필요 때문이라는 가설이 세워져 왔다. 사회적 의존성 성향의 사람들은 유기를 막고자 갈등을 회피하려 한다.
자기주장 결여와 더불어, 사회적 의존성과 수줍음(shyness) 간의 연계를 연구하는 조사도 있었다. 특성 대인 의존과 사회적 거절의 공포 역시 수줍음의 속성이다. 연구는 SAS의 많은 항목이 타인의 인정을 받기 위한 의존과 몰두의 차원과 관련 있으며, 이는 수줍어하는 사람들의 대인관계에서 문제가 된다. 수줍어 하는 성격에 사회적 의존성 성향을 띠는 사람들은 타인을 회피하고 싶어하는 내적 갈등을 가지고 있음은 물론, 타인에게 접근하려는 강한 동기를 갖기도 한다. 이러한 연구의 결론은 자기주장이나 대화가 벌어지는 상황에서 사회적 의존성은 불편(discomfort)이라는 다른 증상이 일어날 것이라고 예측하게 한다는 것이다.
또한 이 주제에 관한 연구는 높은 불안(anxiety) 수준과 사회적 의존성 간의 관계를 찾으려는 것으로 보인다. 의존적 관계(dependent relationship)에 과도한 에너지를 투입하는 것은 불안을 증대시킨다. 개인적 만족을 위해 타인에게 의존하는 사람을 만드는 행동적 성향(behavioral disposition) 역시 불안 수준에 영향을 끼칠 수 있다. 연구는 사회적 평가(social evaluation), 물리적 위험, 모호한 상황 등 다양한 상황에서 불안과 사회적 의존성은 양적 상관성을 보인다고 결론지었다. 사회적 의존성과 불안은 정의에 따라 사회성을 띠기 때문에 이러한 상황에서 나타나는 것이며, 따라서 사회적 의존성 성향의 특징인 사회 관계를 강조하는 것과 관련된다.

## 같이 보기
- 자기비난
- 자율성